# Enciclopedia delle aperture negli scacchi
L'Enciclopedia delle aperture negli scacchi (spesso citata con la sigla ECO: Encyclopaedia of Chess Openings) è un'opera di classificazione delle aperture che si possono verificare nel gioco degli scacchi; costituisce un punto di riferimento per scacchisti e appassionati del gioco.
Presentata in un'opera di cinque volumi, intitolata in serbo Enciklopedija Šahovskih Otvaranja ('Enciclopedia delle aperture di scacchi'), è edita dallo Šahovski Informator di Belgrado,  il quale si occupa di raccogliere le linee ritenute migliori dalla teoria fondantesi sull'esperienza pratica (derivante cioè dalle partite giocate).
A quest'opera hanno collaborato vari Grandi Maestri, fra i quali molti campioni del mondo: da Euwe a Botvinnik, fino a Karpov, Kasparov, Topalov, e da ultimo lo specialista inglese di aperture John Nunn.
Il codice usato dall'Enciclopedia, chiamato codice ECO, è lo stesso che venne introdotto nel 1966 dall'Informatore Scacchistico (pubblicato dalla stessa casa editrice).

## Il codice ECO
Il codice ECO di un'apertura è formato da una lettera (A-E, con riferimento a uno dei cinque volumi dell'Enciclopedia) e da un numero a due cifre (00-99): l'Enciclopedia si compone dunque di cinquecento voci.
Le aperture sono così suddivise:
- A
  - Aperture diverse da 1. e4 e 1. d4
  - 1. d4 con risposte diverse da 1...d5 e 1...Cf6
  - 1. d4 Cf6 con proseguimento diverso da 2. c4
  - 1. d4 Cf6 2. c4 con risposte diverse da 2...e6 e 2...g6
- B (aperture di gioco semiaperto, a eccezione della difesa francese)
  - 1.e4, risposte diverse da 1...e5 e 1...e6 (gran parte di questo volume – nello specifico,  i codici B20-B99 – interessa la difesa siciliana)
- C 
  - 1.e4 e6 (difesa francese: C00-C19)
  - 1.e4 e5 (aperture di gioco aperto)
- D
  - 1.d4 d5 (aperture di gioco chiuso)
  - 1.d4 Cf6 2.c4 g6 con 3...d5 (difesa Grünfeld)
- E (sistemi indiani, a eccezione della difesa Grünfeld)
  - 1. d4 Cf6 2. c4 e6
  - 1. d4 Cf6 2. c4 g6  con risposta diversa da 3...d5

Il volume C è giunto alla quinta edizione, i volumi A, B, D sono alla quarta, e il volume E alla terza.